# پیت فان د برکل

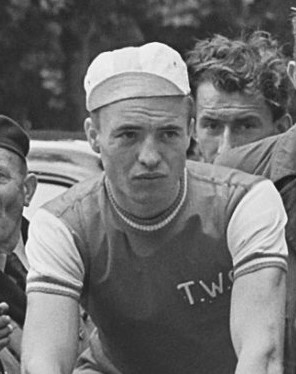
پیت فان د برکل در سال ۱۹۵۳

پیت فان د برکل (هلندی: Piet van den Brekel; ۲۱ ژوئیهٔ ۱۹۳۲ – ۱۸ ژوئیهٔ ۱۹۹۹) دوچرخه‌سوار اهل هلند بود.